# Landsat

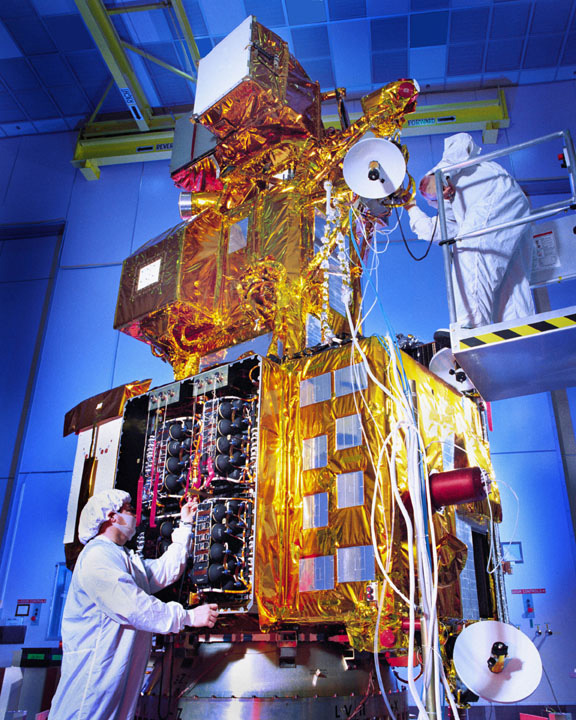
Landsat 7, запущенный в 1999.

Программа Landsat — наиболее продолжительный проект по созданию спутниковых снимков Земли. Первый из спутников в рамках программы был запущен в 1972; последний, на настоящий момент, Landsat 9— 27 сентября 2021. Оборудование, установленное на спутниках Landsat, сделало миллиарды снимков. Снимки, полученные в США и на станциях получения данных со спутников по всему миру, являются уникальным ресурсом для проведения множества научных исследований в области сельского хозяйства, картографии, геологии, лесоводства,  разведки, образования и национальной безопасности. К примеру, Landsat 7 поставляет снимки в 8 спектральных диапазонах с пространственным разрешением от 15 до 60 метров на точку; периодичность сбора данных для всей планеты изначально составляла 16—18 суток.

## История
В 1969 году, в год полёта человека на Луну, в исследовательском центре Hughes Santa Barbara начали разработку и производство первых трех мультиспектральных сканеров (MSS, Multi-Spectral-Scanners). Первые прототипы MSS были изготовлены в течение 9 месяцев, к осени 1970 года, после чего они были протестированы на гранитном куполе Хаф-Доум в национальном парке Йосемити.
Изначальная оптическая схема MSS создана Jim Kodak, инженером по разработке опто-механических систем, который также спроектировал оптическую камеру КА программы Пионер, ставшую первым оптическим прибором, покинувшим Солнечную систему.
В момент создания в 1966 году программа называлась Earth Resources Observation Satellites (Спутники наблюдения за ресурсами Земли), но в 1975 году программу переименовали. В 1979 году, Президентской Директивой № 54, президент США Джимми Картер передал управление программой из NASA в NOAA, рекомендовав разработку долговременной системы с 4 дополнительными спутниками после Landsat 3, а также передачу программы в частный сектор. Это произошло в 1985 году, когда группа из Earth Observation Satellite Company (EOSAT), Hughes Aircraft и RCA, были выбраны NOAA для управления системой Landsat в рамках десятилетнего контракта. EOSAT управляла Landsat-4 и -5, имела эксклюзивные права на продажу данных, полученных в программе, и построила Landsat-6 и -7.

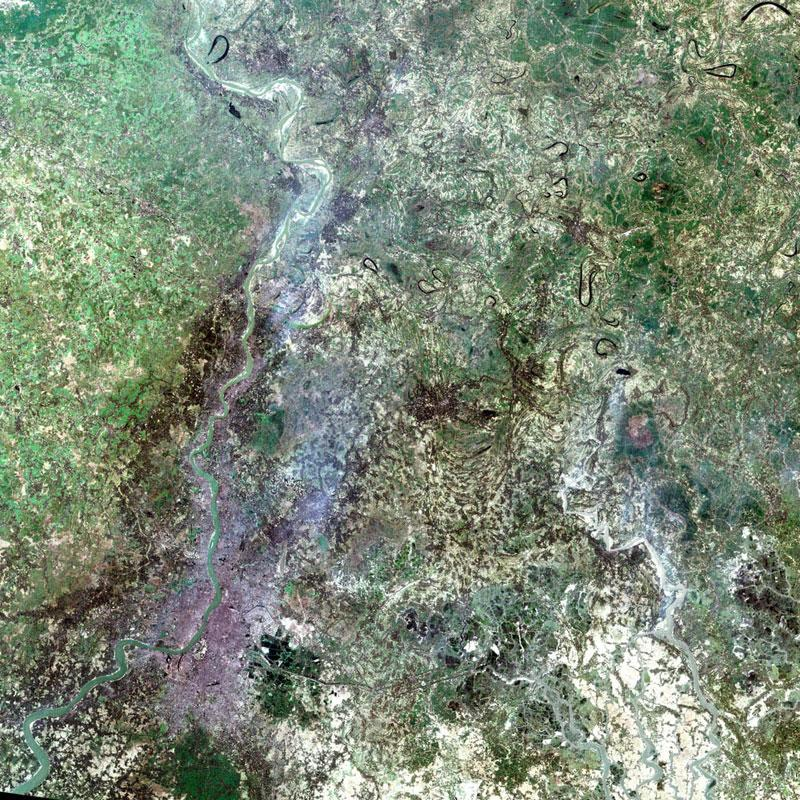
Спутниковая фотография Калькутты в симулированных цветах (simulated-color). Снято спутником NASA LandSat 7.

В 1989 году, когда передача программы ещё не была окончательно завершена, у NOAA были исчерпаны бюджетные фонды для программы Landsat (NOAA не запрашивала финансирования, и конгресс США выделил финансирование лишь на половину финансового года) и NOAA решило закрыть Landsat 4 и 5.
Глава нового Национального Космического комитета (en:National Space Council, вице-президент Джеймс Куэйл, обратил внимание на сложившуюся ситуацию и помог программе получить внеочередное финансирование.

В 1990 и 1991 годах конгресс снова предоставлял NOAA финансирование лишь на половину года, требуя, чтобы другие агентства, использующие данные собранные в программе Landsat, предоставили оставшуюся половину необходимых денег.
В 1992 принимались усилия восстановить финансирование, однако к концу года EOSAT прекратил обработку данных Landsat. Landsat 6 был запущен 5 октября 1993, но потерян в результате аварии. Обработка данных от Landsat-4 и -5 была возобновлена EOSAT в 1994. Landsat-7 был запущен NASA 15 апреля 1999.
Важность программы Landsat была признана конгрессом в октябре 1992 года, при принятии закона Land Remote Sensing Policy Act (Public Law 102—555), позволившего продолжить работу Landsat 7, и гарантирующего доступность данных и изображений с Landsat по наиболее низким ценам, как текущим, так и новым пользователям.

## Хронология запусков
- Landsat 1 (изначально ERTS-1, Earth Resources Technology Satellite 1) — запущен 23 июля 1972,[8] прекратил работу 6 января 1978
- Landsat 2 (ERTS-B) — запущен 22 января 1975, прекратил работу 22 января 1981
- Landsat 3 — запущен 5 марта 1978, прекратил работу 31 марта 1983
- Landsat 4 — запущен 16 июля 1982, прекратил работу в 1993
- Landsat 5 — запущен 1 марта 1984, прекратил работу 21 декабря 2012[9]
- Landsat 6 — запуск 5 октября 1993, на целевую орбиту не выведен
- Landsat 7 — запущен 15 апреля 1999, функционирует. В мае 2003 произошел сбой модуля Scan Line Corrector (SLC). С сентября 2003 используется в режиме без коррекции линий сканирования, что уменьшает количество получаемой информации до 75 % от изначальной.[10]
- Landsat 8 — запущен 11 февраля 2013[11]. 30 мая 2013 после окончания тестирования и настройки передан под управление USGS.[12]

## Технические детали

### Параметры орбиты
Спутники Landsat-1, 2, 3 имели следующие параметры орбиты — орбита солнечно-синхронная, субполярная; высота орбиты — 900—920 км; наклонение орбиты к плоскости экватора — 99°; период обращения — 103 минуты; повторяемость съемки — 1 раз в 18 дней.
Спутники Landsat-4, -5, -7 имели следующие параметры орбиты — орбита солнечно-синхронная, субполярная; высота орбиты — 705 км; период обращения — 98,9 минут; повторяемость съемки — 1 раз в 16 дней.

### Съемочное оборудование
На спутниках серии Landsat стояли следующие съемочные системы:
- мультиспектральные видеокамеры Return Beam Vidicon (RVB; использовалась на Landsat-1, -2; 3 канала, 80 метров)[3]
- панхроматические видеокамеры RVB (Landsat-3; 40 метров)[3]
- Сканирующий мультиспектральный сканер: MSS (Landsat-1, 2, 3, 4, 5)[3]
- Сканирующий тематический сканер: TM (Landsat-4, 5)[13]
- Улучшенный тематический сканер: ETM (Landsat-6)[14]
- Улучшенный тематический сканер плюс: ETM+ (Landsat-7)[15]

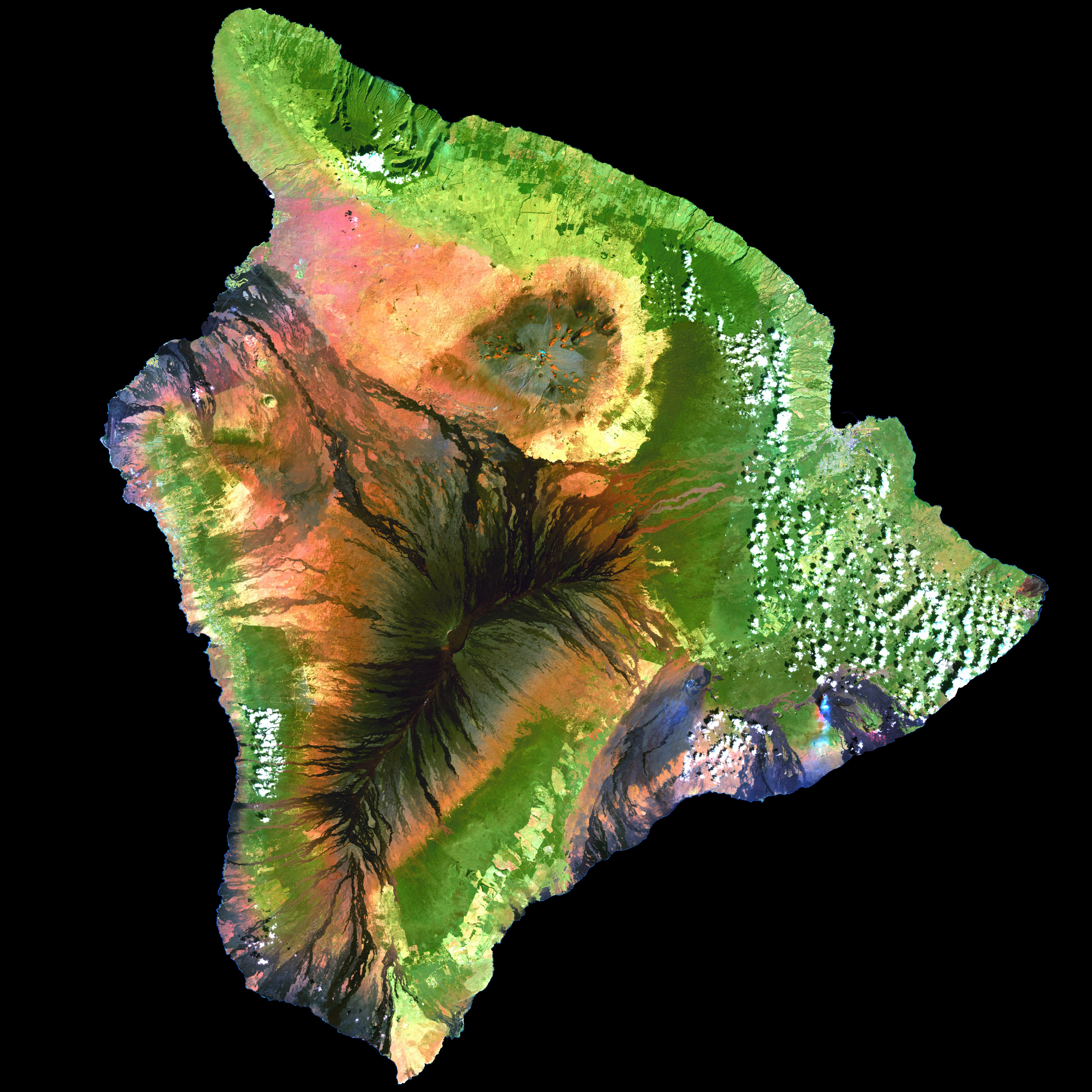
Снимок в искусственных цветах острова Гавайи, получен из данных ETM+ (Landsat 7) за период 1999—2001.

Мультиспектральные сканеры MSS спутников LandSat 1—5, созданные в Santa Barbara Research Center (Hughes), предназначены для получения мультиспектральных снимков всей поверхности Земли. MSS является оптикомеханической системой со сканирующим зеркалом (период 74 мс) и телескопом рефлектором системы Ritchey-Chretien с диаметром зеркала в 22,9 см. Пространственное разрешение 80 метров, спектральные диапазоны: 0.5 — 0.6 мкм (зеленый), 0.6 — 0.7 мкм (красный), 0.7 — 0.8 мкм, 0.8 — 1.1 мкм. Калибровка детекторов происходит от каждого 2 сканирования.
Кварцевые зеркала телескопа крепятся на Инваровых стержнях. Система сконструирована таким образом, чтобы не терять фокусировку даже при сильной вибрации, которую создает колеблющееся 36 сантиметровое бериллиевое зеркало сканирования. Такое инженерное решение позволило США запустить спутники LANDSAT на 5 лет раньше французского спутника ДЗЗ SPOT (1986 год), на котором впервые использовалась двумерная матрица ПЗС-датчиков и не требовалась система сканирования.
Сборка в фокальной плоскости инструмента MSS состоит из 24 диэлектрических волноводов (оптических волокон) с экструдированными торцами размера 5 мкм, организованными в массив 4x6. Пучок волокон подводит свет к 6 кремниевым фотодиодам и 18 фотоумножительным трубкам.
Для каждого из 4 спектральных диапазонов использовался свой набор из 6 детекторов. Радиометрическое разрешение каждого детектора — 0-255.

### LandSat-8
В отличие от предыдущих спутников программы, на LandSat-8 (во время тестирования назывался Landsat Data Continuity Mission), собранном в Аризоне компанией Orbital Sciences Corporation, используется не сканирующее зеркало, а схема Push broom scanner с линейными датчиками (развитие системы ALI, протестированной на спутнике Earth Observing-1). В фокальной плоскости основного инструмента миссии, Operational Land Imager (OLI), установлено 14 модулей Focal Plane Modules, в каждом модуле установлено 10 линейных сенсоров различных диапазонов. Телескоп OLI состоит из 4 неподвижных зеркал. В инфракрасном инструменте Thermal Infrared Sensor (TIRS) используется сходная схема с 3 модулями в фокальной плоскости и отдельным телескопом из 4 линз, изготовленных из германия и селенида цинка.
Использование архитектуры Push broom требует огромного числа детекторов (6,5 тысяч для мультиспектрального и 13 тысяч для панхроматического канала) и увеличенных размеров фокальной плоскости, однако позволяет увеличить выдержку с примерно 10 мкс (ETM+) до 4 мс, тем самым повышая соотношение сигнал-шум. Отсутствие постоянно движущихся частей увеличивает стабильность платформы и улучшает геометрию снимков.